# Lepadella tenella
Lepadella tenella is een raderdiertjessoort uit de familie Lepadellidae. De wetenschappelijke naam van deze soort is voor het eerst geldig gepubliceerd in 1942 door Wulfert.